# Hmeljnickijev ustanak
Hmeljnickijev ustanak bio je rat koji se vodio u periodu 1648. – 1654. kada su se ukrajinski kozaci pobunili protiv Poljsko-Litavske Unije. Oslobodilački rat je doveo do toga da je Poljsko-Litavska Unija izgubila kontrolu nad ukrajinskim oblastima. Umjesto toga dolazi do ujedinjenja velikih teritorija koji se danas zovu Ukrajina i Rusija.
Hetman ukrajinskih kozaka, Bogdan Hmeljnicki, mobilizirao je vojne snage u borbi protiv Poljske. Da bi ostvario svoj naum, Hmeljnicki je bio prisiljen surađivati s krimskim kanom. Usporedno s kozačkim napredovanjem i pobjedama kod Žovti Vodi i Korsuna, vojne snage narastaju do 70 000 osoba.
Krajem 1648., Poljska je bila praktički poražena i Hmeljnicki potpisuje sporazum da ukrajinske oblasti ostaju službeno poljske u jednoj labavoj federaciji, koja bi se iz "Republike dva naroda" (Poljsko-Litavska Unija) transformirala u  ”Republiku triju naroda”.
Kozačko plemstvo bilo bi podignuto na isti niva kao poljsko i litavsko, i imalo bi iste privilegije. Tomu se suprostvalja većina plemstva iz Unije, koji su se bojali slabljenja ekonomskih prihoda, želeći zadržati kozake na kmetovskom statusu. Sporazum se nije dopadao ni većini običnih kozaka, izvan Hmeljnickovog najužeg kruga, koji su to vidjeli kao neku vrstu izdaje, jer se nisu više željeli vratiti pod poljski suverenitet.
Zbog toga Hmeljnicki stupa u kontakt s Rusima i već 1648., predlaže eventualnu uniju s Rusijom ali Rusi nisu smatrali da je taj prijedlog pravovremen. Poslije nekoliko godina oklijevanja, Rusi pristaju na prijedlog Hmeljnickog i glasuju 1653. za uniju s Ukrajincima.
Hmeljnicki se zakleo na vjernost Rusiji u gradu Perejaslav u siječnju 1654., na otvorenom vijećanju (obično na vijećanjima nisu mogli prisustvovati obični građani). Ovaj sporazum je poznat pod nazivom Perejaslavski sporazum.
Ukrajinska unija s Rusijom dovodi do neizbježnog rata s Poljskom (1654. – 1667.). U tom ratu su se ukrajinski kozaci, koje je vodio Hmeljnicki, borili protiv poljsko-litavskih snaga.